# 陈建福
陈建福（1952年10月—），河北人，中华人民共和国政治人物、外交官。
2008年，接替黄忠坡，担任中华人民共和国驻斯洛伐克大使。2010年，接替宫建伟担任中华人民共和国驻格鲁吉亚大使。